# La colmena (film)
La colmena is een Spaanse dramafilm uit 1982 onder regie van Mario Camus. Het scenario is gebaseerd op de gelijknamige roman uit 1951 van de Spaanse auteur Camilo José Cela. Camus won met deze film de Gouden Beer op het filmfestival van Berlijn.

## Verhaal
In 1943 is het café La Delica in Madrid een toevluchtsoord voor veel Spanjaarden. Ze trachten er de Spaanse Burgeroorlog te verwerken met dromen over de toekomst.

## Rolverdeling
| Acteur                  | Personage         |
| ----------------------- | ----------------- |
| Victoria Abril          | Julita            |
| Ana Belén               | Victorita         |
| Concha Velasco          | Purita            |
| Francisco Rabal         | Ricardo Sorbedo   |
| Agustín González        | Mario de la Vega  |
| Mario Pardo             | Rubio Antofagasta |
| Fiorella Faltoyano      | Filo              |
| José Sazatornil         | Tesifonte Ovejero |
| José Luis López Vázquez | Leonardo Meléndez |
| Mary Carrillo           | Doña Asunción     |
| José Bódalo             | Don Roque         |
| Charo López             | Nati Robles       |
| Marta Fernández Muro    | Amparito          |
| Emilio Gutiérrez Caba   | Ventura Aguado    |
| Elvira Quintillá        | Doña Visitación   |
| Luis Ciges              | Don Casimiro      |